# Newport (Rhode Island)
Pour les articles homonymes, voir Newport.
La ville de Newport est un port de plaisance situé dans l'État de Rhode Island sur la côte est des États-Unis. Elle fut fondée en 1639 par des Bostoniens. Newport abrite la plus vieille synagogue des États-Unis et la seule datant d'avant l'indépendance, la synagogue Touro, inaugurée en 1763 et toujours en activité. Newport abrite également l'International Tennis Hall of Fame.

## Géographie
Newport se trouve à l'extrémité sud de l'île Aquidneck dans la baie de Narragansett. Elle partage l'île avec deux autres villes : Middletown et Portsmouth.
Le Claiborne Pell Newport Bridge permet de relier la ville à celle de Jamestown située sur l'île Conanicut.
La municipalité s'étend sur 11,39 milles carrés (29,5 km2), dont 7,67 milles carrés (19,87 km2) de terres.

## Histoire
En 1727, James Franklin (frère de Benjamin Franklin) était imprimeur à Newport, où il publie en 1732 le premier journal local intitulé Rhode Island Gazette. En 1769, c'est à Newport qu'eut lieu un des premiers actes de défi envers les Britanniques. La ville est un haut lieu historique de la guerre d'Indépendance américaine. En 1778, Newport, tenue par une importante garnison anglaise, repousse la tentative de débarquement française de d'Estaing combinée à l'attaque terrestre des forces du général américain Sullivan. Newport est cependant évacuée par les troupes anglaises en 1779, ce qui laisse le champ libre aux Français : en juillet 1780, c'est à Newport que débarquent les 5 500 hommes du corps expéditionnaire de Rochambeau envoyé par Louis XVI pour soutenir les Américains en révolte. L'armée française stationne dans la ville pendant un an, transformant la cité en place forte et en port de guerre avec la présence d'une forte escadre française. Le chevalier de Ternay, qui commande cette force, décède dans la cité où se trouve encore son mausolée. Les Français quittent la place en 1781, pour marcher vers la victoire décisive de Yorktown.
Après avoir été un important port pour le commerce d'esclaves, Newport est devenue une destination balnéaire huppée au début du XXe siècle.
Newport accueille le Newport Jazz Festival ainsi que le Newport Folk Festival, où Bob Dylan fit scandale en 1965 en jouant avec un groupe de rock électrique, The Paul Butterfield Blues Band.
Newport est la ville natale d'un des premiers maîtres du cinéma, Thomas H. Ince qui y naquit le 6 novembre 1882, et de l'actrice Mena Suvari née le 9 février 1979.
C'est à Newport que John Fitzgerald Kennedy et Jacqueline Bouvier se marièrent le 12 septembre 1953, en l'église Sainte-Marie.
Newport a abrité la Maison-Blanche en vacances d'été durant les présidences de Dwight David Eisenhower et de Kennedy.

## Démographie
Selon le recensement de 2010, Newport compte 24 672 habitants.

## Compétitions sportives
Depuis 1881 la ville accueille le tournoi masculin de tennis de Newport. Il est actuellement classé 250 à l'ATP. Une épreuve féminine du circuit WTA a aussi existé de 1971 à 1974 et de 1983 à 1990. Il se déroule depuis sa création sur gazon généralement au cours du mois de juillet.
Newport a abrité les régates de la Coupe de l'America entre 1930 et 1983.
C'était aussi le point d'arrivée de la Transat anglaise entre 1960 et 2000, une course transatlantique en solitaire entre Plymouth et les États-Unis.

## Monuments remarquables
- Église Sainte-Marie où se sont mariés en 1953 John F. Kennedy et Jacqueline Lee Bouvier
- Synagogue Touro est la plus ancienne synagogue d'Amérique du Nord.
- Tour de Newport
- Les « mansions » c'est-à-dire les somptueux hôtels particuliers des riches hommes d'affaires des XIXe et XXe siècles, dont Marble House (adaptation du Petit Trianon de Versailles), les Breakers (qui veut évoquer une villa italienne), résidences des Vanderbilt ou encore The Elms, construit sur le modèle du château d'Asnières-sur-Seine, résidence de la famille Berwind (qui a fait fortune dans le charbon).

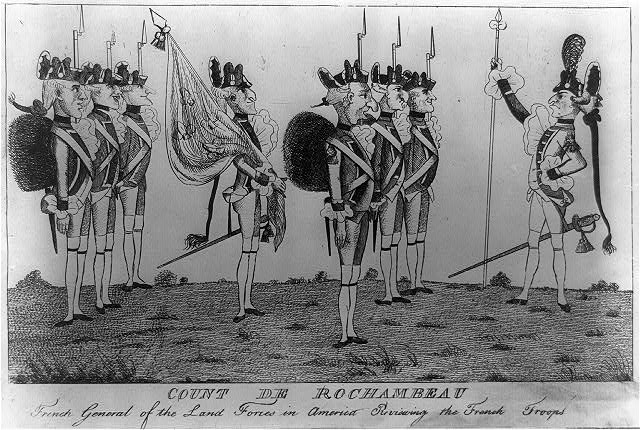
Caricature américaine de 1780 sur les troupes de Rochambeau à Newport.
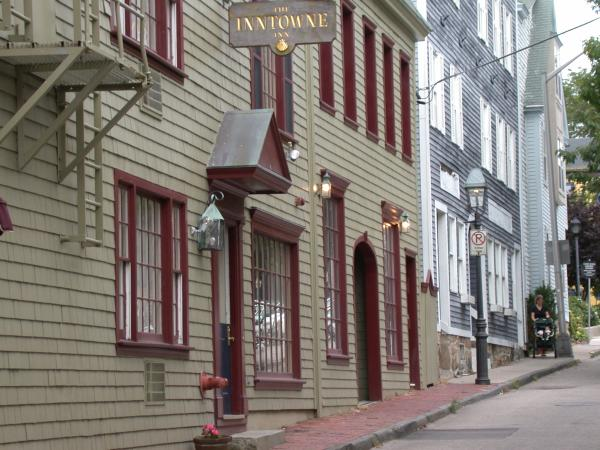
Rue de Newport.
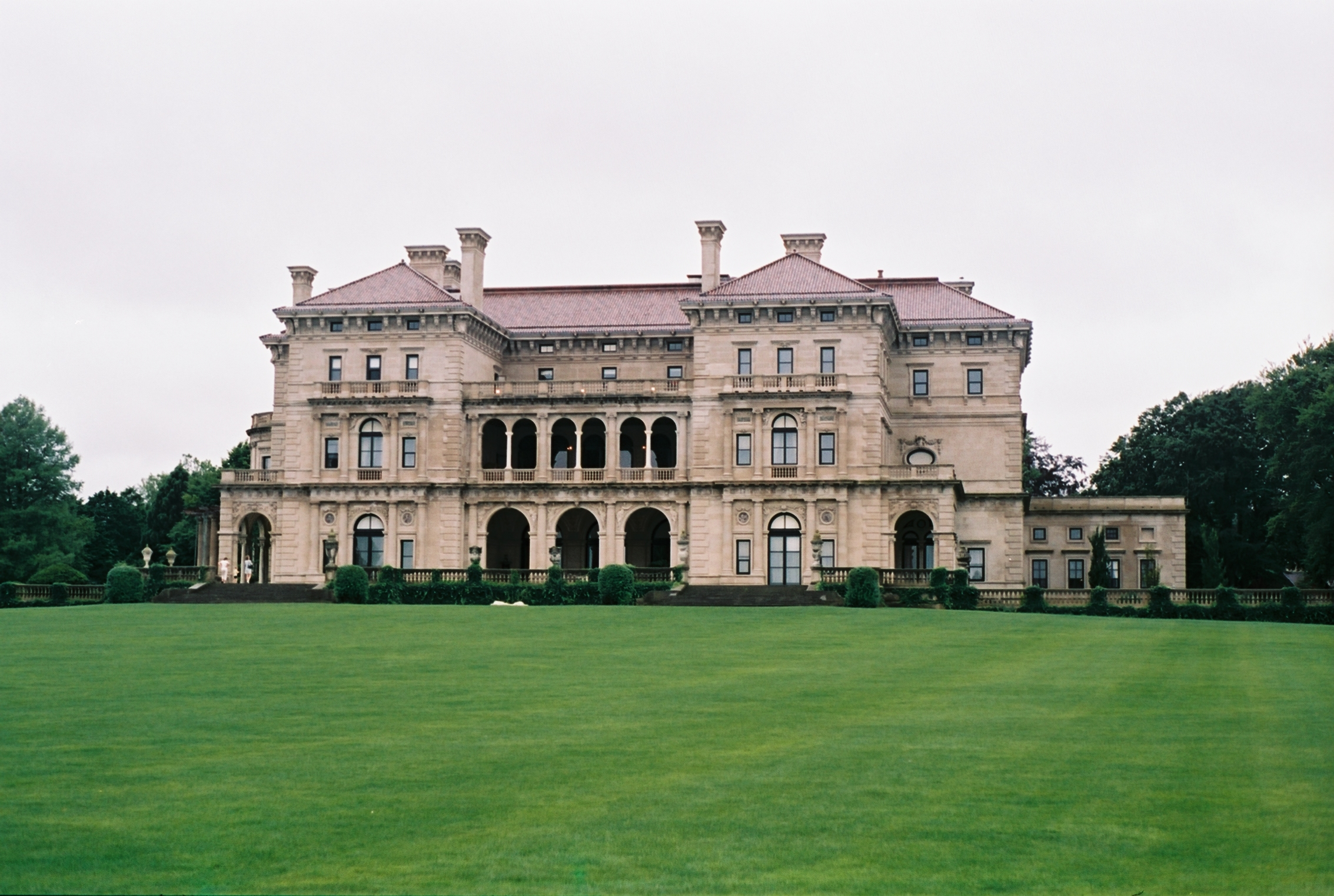
Les Breakers.
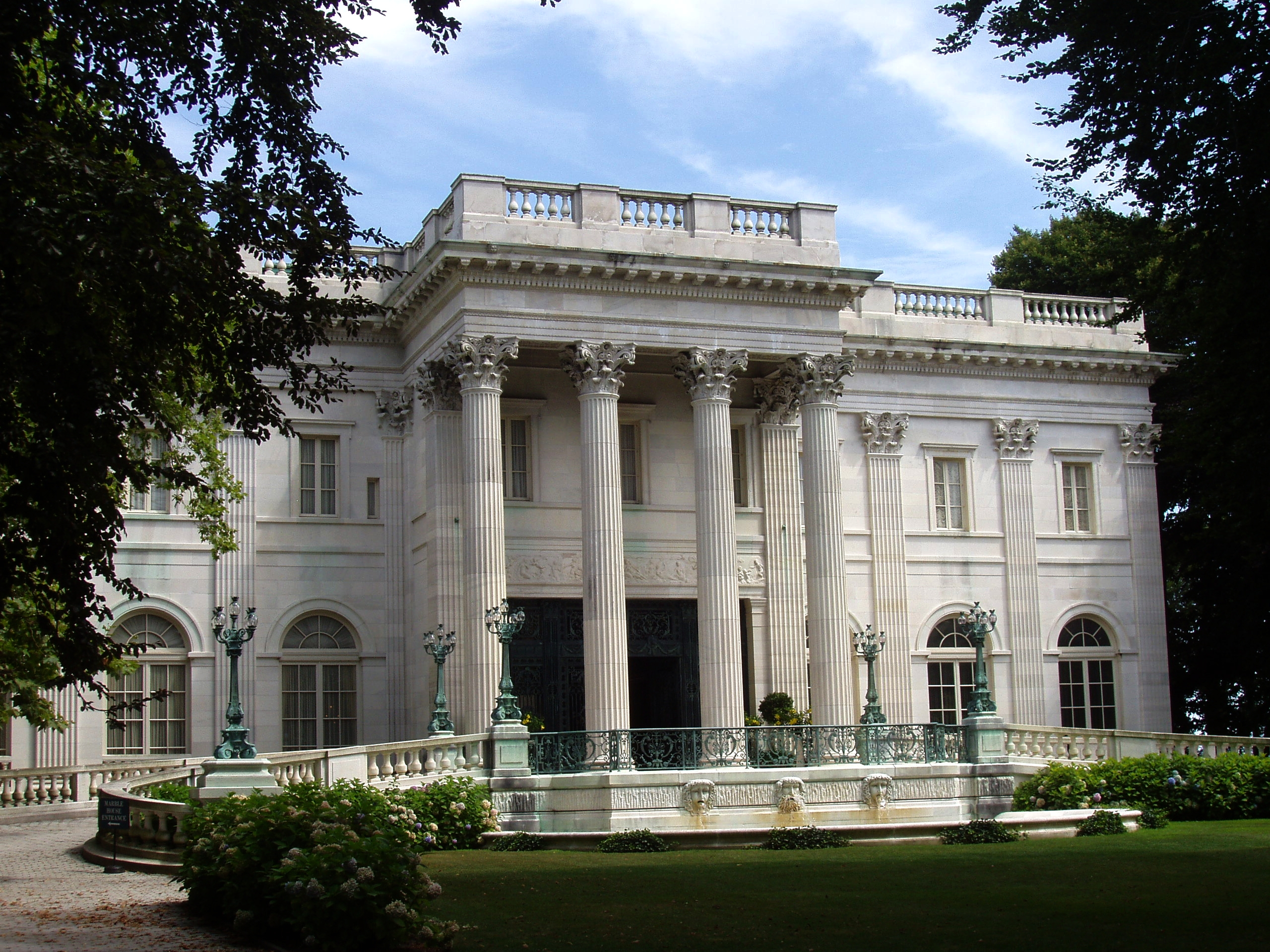
Marble House.
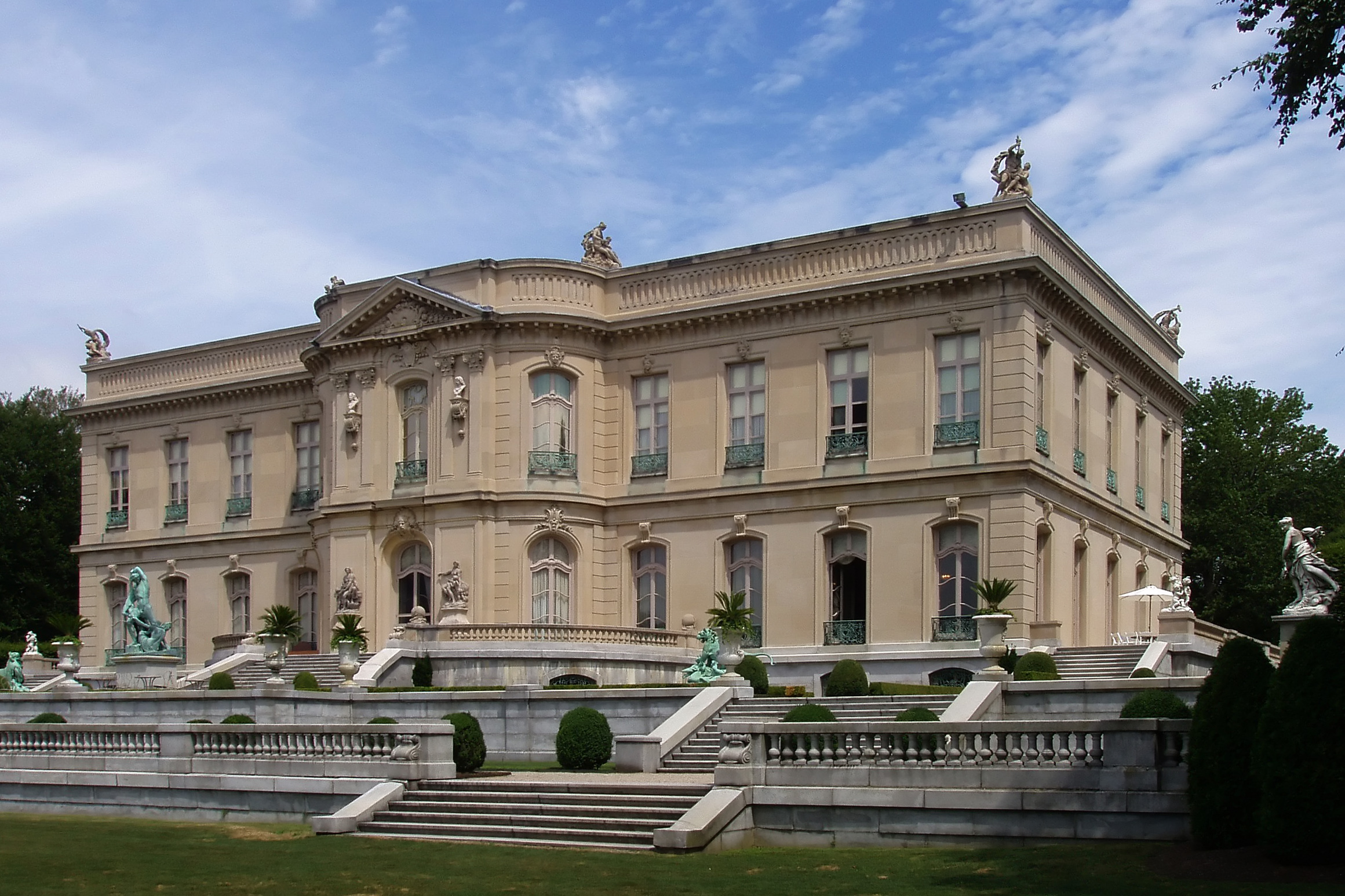
The Elms, classé au Registre national des lieux historiques (Monuments historiques).
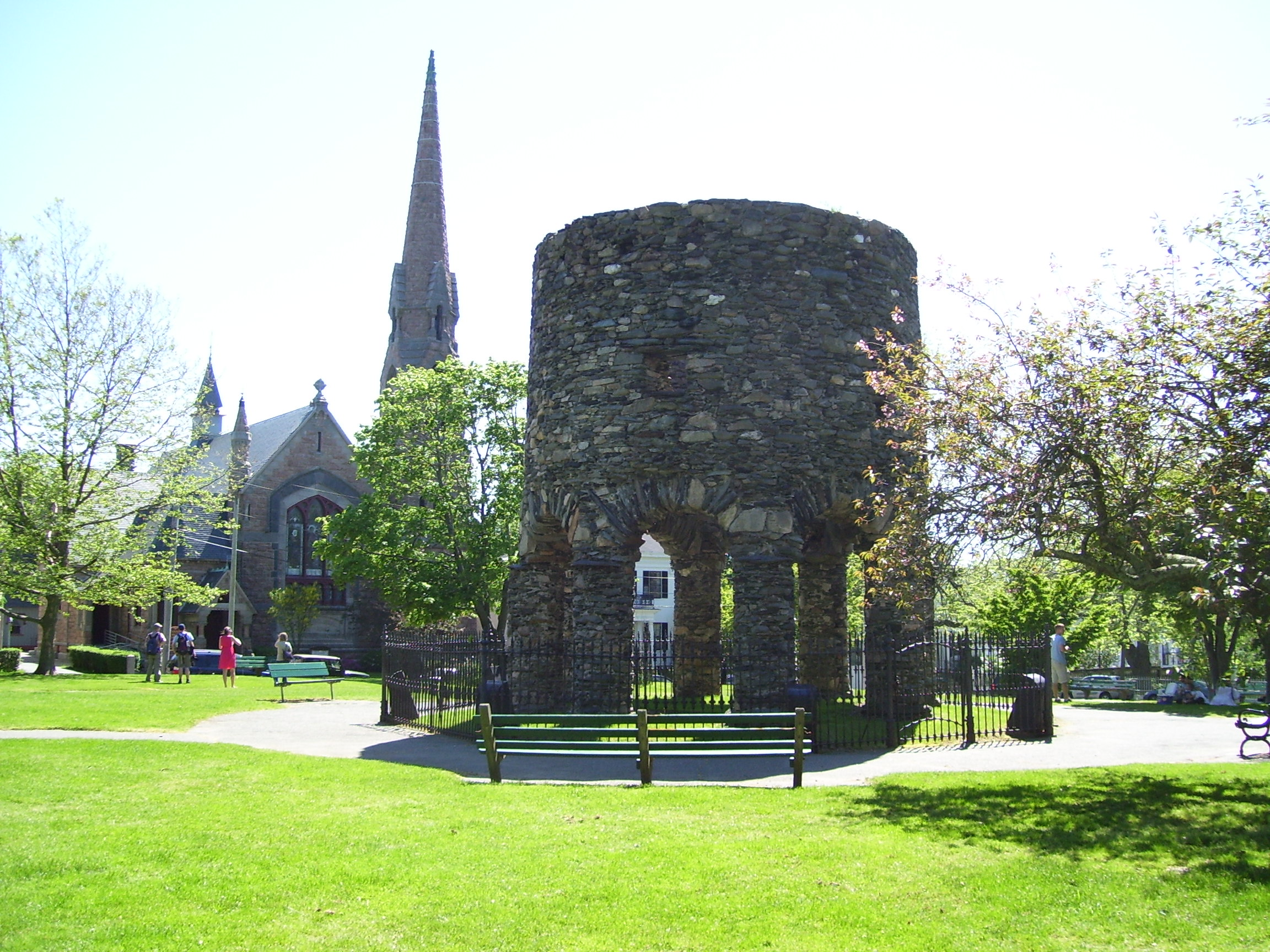
La Tour de Newport.

## Résidents célèbres
- Sarah Chauncey Woolsey (1835-1905),  poète, romancière, nouvelliste, y est morte,
- Helen Hunt Jackson, poète et romancière y a séjourné durant les années 1860,
- William Lauriston Howard (1860-1930), officier de marine et explorateur, y est mort.
- Alexander Hamilton Rice Jr. (1875-1956), explorateur, géographe et géologue, y est mort.
- Doris Duke (1912-1993), milliardaire et philanthrope
- Ade Bethune (1914-2002), artiste belgo-américaine